# City of Campbelltown (South Australia)
City of Campbelltown är en kommun i Australien. Den ligger i delstaten South Australia, nära delstatshuvudstaden Adelaide. Antalet invånare var 50 164 vid folkräkningen 2016.
Följande samhällen finns i Campbelltown:
- Athelstone
- Campbelltown
- Paradise
- Hectorville